# مقبل التام الأحمدي
مقبل التام الأحمدي (ولد 1390 هـ/ 1970 م) باحث في الأدب القديم ومحقِّق للتراث يمني، وخبير لغوي، ووكيل وِزارة الثقافة اليمنية لقِطاع المخطوطات ودُور الكتب. وهو رئيس مَجمَع العربية السعيدة للعناية بالتُّراث واللغة العربية، وأستاذ الأدب القديم بكلية الآداب والعلوم الإنسانية بجامعة صنعاء، وعضو مراسل بمجمع اللغة العربية بدمشق، ورئيس تحرير معجم الدَّوحة التاريخي للغة العربية.

## ولادته وتحصيله
وُلِدَ مُقْبِل التَّام عامر الأحمدي يوم الأحد 22 المحرَّم 1390هـ الموافق 29 مارس 1970م، في قرية الروق إحدى قرى قبيلة قيفة، التابعة لمدينة رداع بمحافظة البيضاء.
حصل على إجازة في اللغة العربية والدراسات الإسلامية من كلية الدعوة الإسلامية في ليبيا عام 1994 بتقدير جيد جدًّا، ثم على إجازة (ليسانس) في اللغة العربية من كلية الآداب في جامعة دمشق عام 1997 بتقدير جيد.
تابع دراسته العليا ونال شهادة (ماجستير) من قسم اللغة العربية بالجامعة اللبنانية عام 2002 بتقدير جيد جدًّا، بإشراف الدكتور حبيب يوسف مغنيَّة، وموضوع رسالته "شعراء مَذْحِجَ، أخبارُهم وأشعارهم في الجاهلية" مع توصيةٍ بنشر الأطروحة، وقد طُبعت بوِزارة الثقافة اليمنية عام 2004، ثم طُبعت بمَجْمَع العربية السَّعيدة عام 2014.

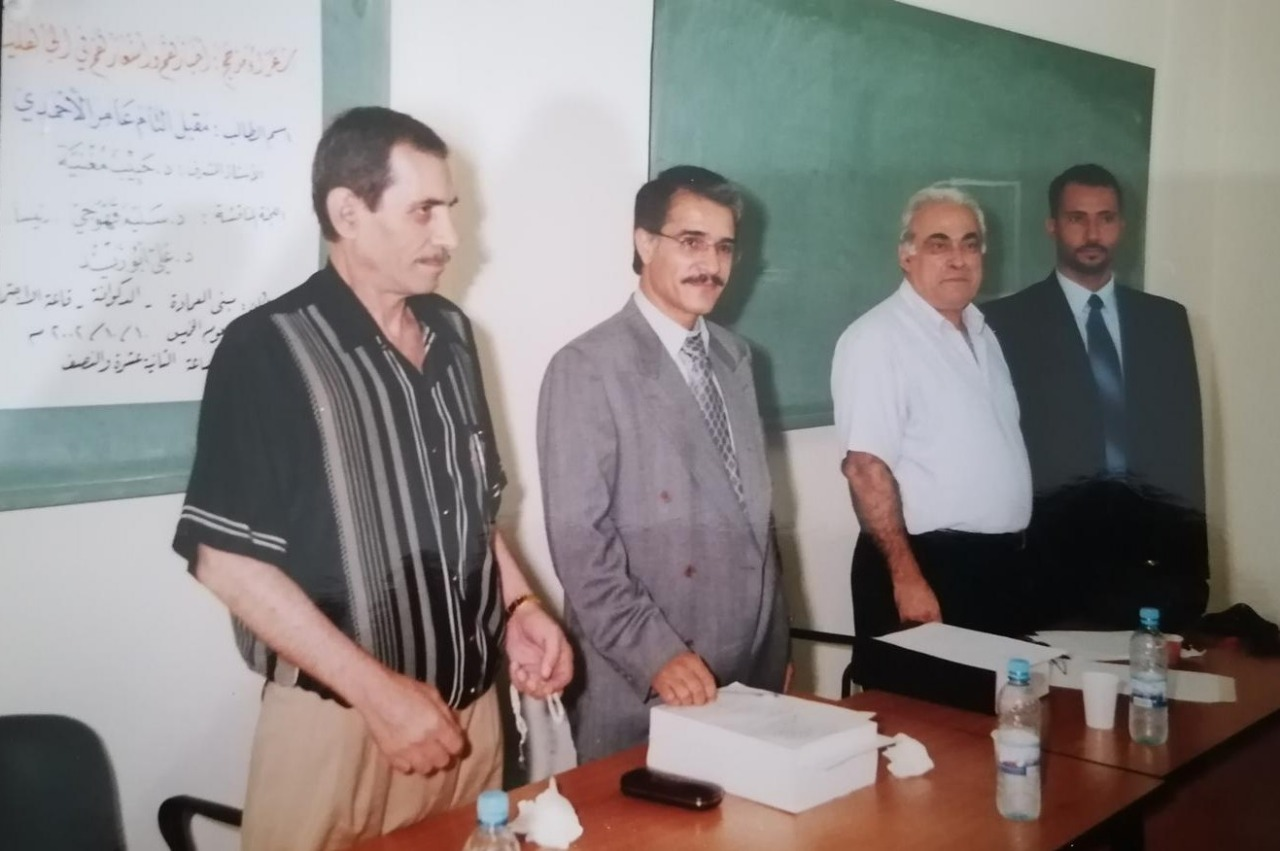
مقبل التام الأحمدي وأعضاء لجنة مناقشة رسالته للماجستير، وهم من اليمين: مقبل التام الأحمدي، د. سليم قهوجي، د. علي أبو زيد، د. حبيب مغنيّة

ثم عاد إلى جامعة دمشق فحصل على شهادة (دكتوراه) من قسم اللغة العربية بكلية الآداب فيها عام 2007، بمرتبة الشرف وعلامة قدرها 95%، بإشراف الدكتور علي أبو زيد، على أطروحته المقدَّمة بعنوان "شعراء حِمْيَرَ أخبارُهم وأشعارهم في الجاهلية والإسلام"، وقد طُبعت بمَجمَع اللغة العربية بدمشق عام 2010، ثم أعيد طبعها بمَجمَع العربية السعيدة بصنعاء عام 2015.

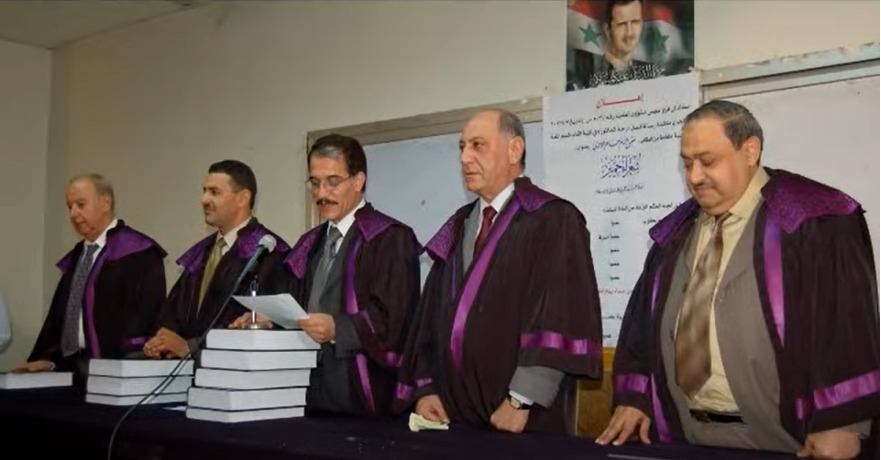
اللجنة العلمية في مناقشة أطروحة الدكتوراه لمقبل التام الأحمدي، وهم من اليمين: د. أحمد حالو، د. عبد الكريم يعقوب، د. علي أبو زيد، د. محمد شفيق البيطار، د. وهب رومية
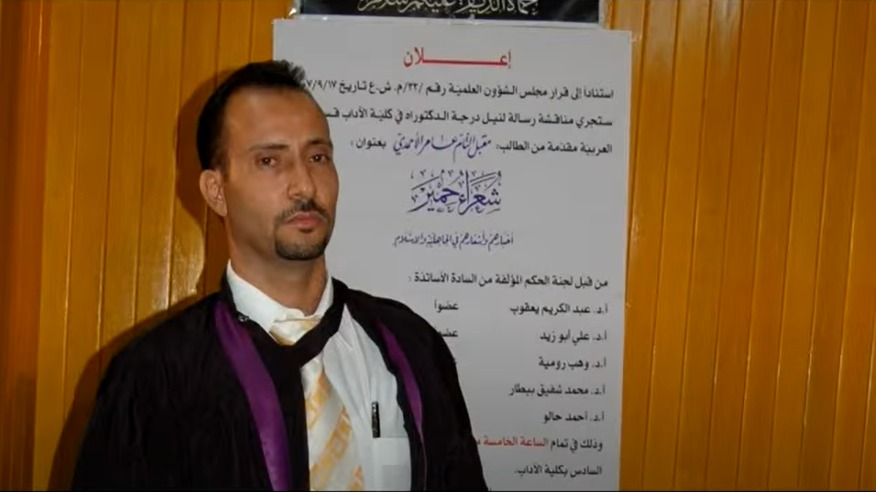
مقبل التام الأحمدي في مناقشة أطروحته للدكتوراه

من أبرز أساتذته في كلية الآداب بجامعة دمشق الذين انتفع بهم: الدكتور عبد الحفيظ السطلي، والدكتور محمد أحمد الدالي، والدكتور علي أبو زيد، والدكتور وهب رومية. ومن زملاء دراسته فيها: الدكتور محمد عبد الله قاسم، والأستاذ أيمن ذو الغنى. ومن أوثق الأصدقاء صلة به: الدكتور محمد شفيق البَيطار، والدكتور أحمد نتُّوف، والدكتور ضياء الدين القالش.

## أساتذته
من أشهر أساتذته الذين تخرَّج بهم وانتفع في كلية الآداب بجامعة دمشق:
- عبد الحفيظ السطلي.
- محمد أحمد الدالي.
- علي أبو زيد.
- وهب رومية.
- مسعود بوبو.
- نبيل أبو عمشة.
- فهد عكَّام.

## وظائفه وأعماله
عمل في هيئة الموسوعة العربية بدمشق، وحرَّر ثمانيةً وعشرين بحثًا من مداخلها في أثناء صناعة رسالتيه للماجستير والدكتوراه بين 2002 و2007. ثم انتقل إلى ميدان التعليم أستاذًا مساعدًا، فأستاذًا مشاركًا، فأستاذًا (بروفسور) للأدب القديم بقسم اللغة العربية بكلية الآداب والعلوم الإنسانية في جامعة صنعاء. وسُمِّي رئيسًا للجنة الحِفاظ على اللغة العربية بجامعة صنعاء عام 2010.
عُيِّنَ وكيلًا لوِزارة الثقافة اليمنية لقِطاع المخطوطات ودُور الكتب من 2012 إلى 2016. وهو رئيسُ مَجمَع العربية السعيدة للعناية بالتُّراث واللغة العربية منذ عام 2011.
من الموادِّ التي درَّسها: الأدب الجاهلي، العَروض وموسيقا الشعر، الأدب الأُموي، اللُّغات القديمة.

### مجمع العربية السعيدة
أسهم الدكتور الأحمدي مع طائفة من أهل العلم منهم: الدكتور عبد الكريم الإرياني، وأخوه مُطهَّر بن علي الإرياني، والدكتور محمد بن محمد يحيى المطهر، والأستاذ عبد الباري طاهر الأهدل؛ في تأسيس مَجْمَع العربية السَّعيدة للعناية بالتُّراث واللغة العربية عام 1432هـ/ 2011م، في صنعاء بالجمهورية اليمنية، وتولَّى رئاسة المجمع.
ويهدِفُ المَجمَع إلى تثبيت الإحساس بالهُويَّة الوطنية والعربية، والأخذ بيد النَّشْء وتعريفِه مفاخرَ أسلافه وإسهاماتِهم في الحضارة الإنسانية، وتحقيق التُّراث، وتمكين اللغة العربية بالمحاضرات والندَوات.

## عضوياته ونشاطاته

### عضوياته
- عضو مؤسِّس لمجمع العربية السَّعيدة باليمن.
- عضو اتِّحاد الأدباء والكتَّاب اليمنيين.
- رئيس وحدة التحرير المُعجمي في معجم الدَّوحة التاريخي للغة العربية (خبير لغوي).[7]
- عضو هيئة استشارية بمجلَّة الإكليل، الصادرة عن وِزارة الثقافة اليمنية بصنعاء.
- عضو مراسل في مجمع اللغة العربية بدمشق.[8]

### المؤتمرات والندوات
- شارك في ندوة (الهَمْداني قراءات معاصرة) التي أقيمت فيما بين 20 و22 أبريل 2010، بجامعة صنعاء، ببحث عنوانه (الهَمْدانيُّ شاعرًا).
- شارك في الملتقى الثقافي السنوي بتاريخ 15 أبريل 2024، بجامعة سيينا بإيطاليا، بمحاضرة عنوانها (اقتراض اللغة العربية من اللغة الإيطالية، دراسة تطبيقية، في معجم الدوحة التاريخي للغة العربية).
- شارك في ندوة (أنظمة التأريخ والتقاويم في الجزيرة العربية القديمة)، التي أقيمت فيما بين 25 و26 فبراير 2025، بالرِّباط، ببحث عنوانه (التقاويم في الشعر العربي القديم، وأقدَم شواهدها التاريخية).

## كتبه وآثاره

### المؤلفات
1. "شعراء مَذْحِج أخبارهم وأشعارهم في الجاهلية"، صدر عن وِزارة الثقافة والسياحة اليمنية، صنعاء 2004.[9]
2. "شعراء حِمْيَر أخبارهم وأشعارهم في الجاهلية والإسلام"، صدر عن مَجمَع اللغة العربية بدمشق، في ثلاثة مجلدات، 2010.[10]
3. "أبحاث منشورة في الموسوعة العربية الصادرة بالجمهورية العربية السورية" صدر عن مجمع العربية السعيدة، صنعاء 2012.[11]
4. "فهارس تاج العروس من جواهر القاموس" للزَّبيدي (ت 1205هـ)، بطبعتَيه الكويتية والقديمة، في ثلاثة أجزاء، الأول فهرس الشعراء وقوافيهم، والثاني فهرس الشعر، والثالث فهرس القِطَع والأشطُر والمَشاطير وشعرائها.[12]
5. ديوان "علقمة ذي جدن الحميري" (ت 10هـ)، صدر عن مجمع العربية السعيدة، صنعاء 2020.
6. "الحماسة اليمانية"، منتخبات عزيزة من عيون الشعر في الجاهلية والإسلام، في قيد النشر.

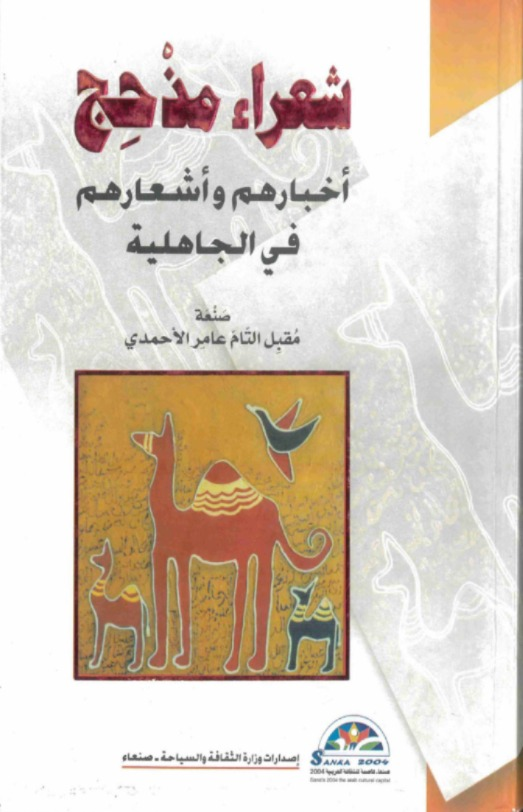
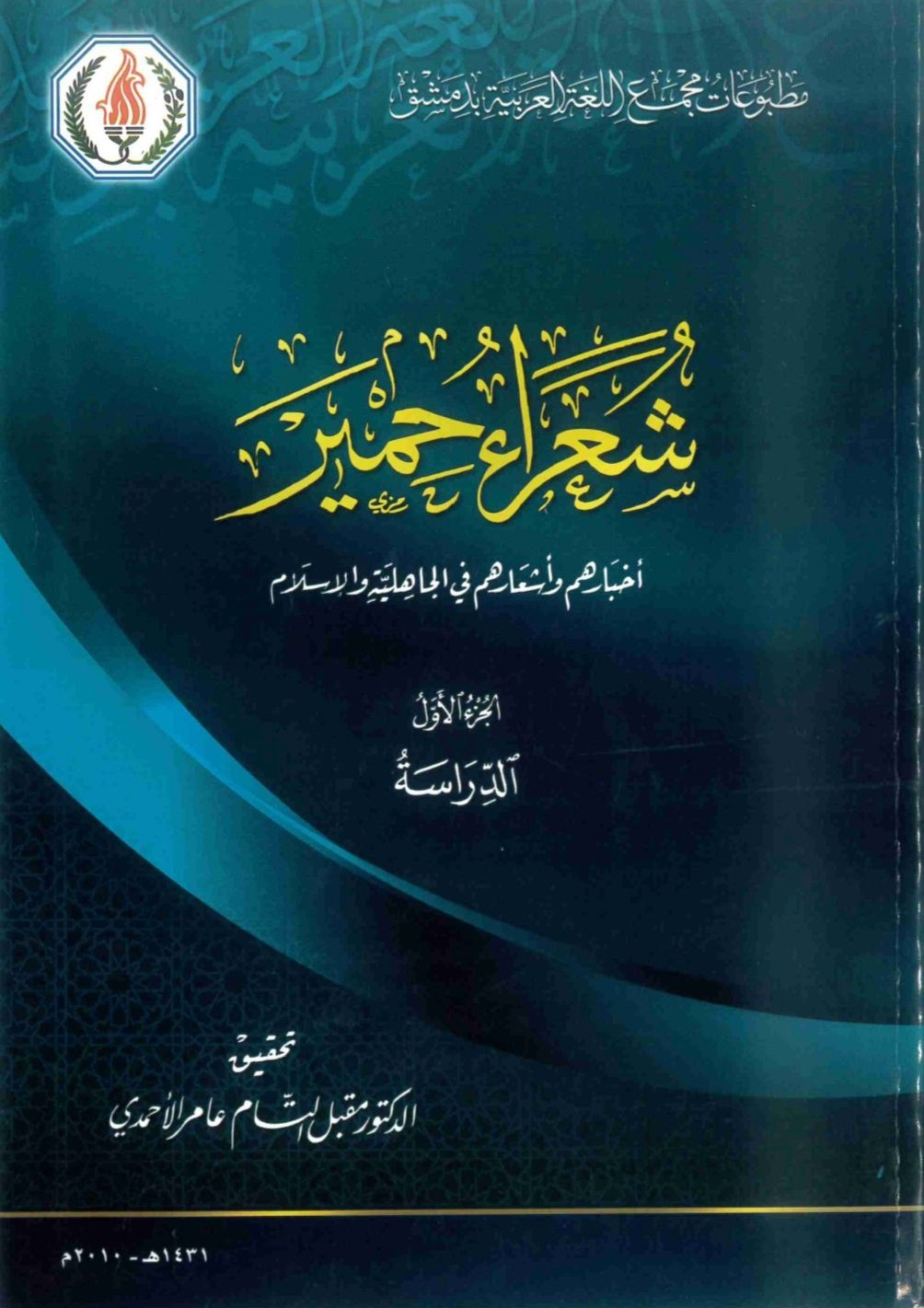
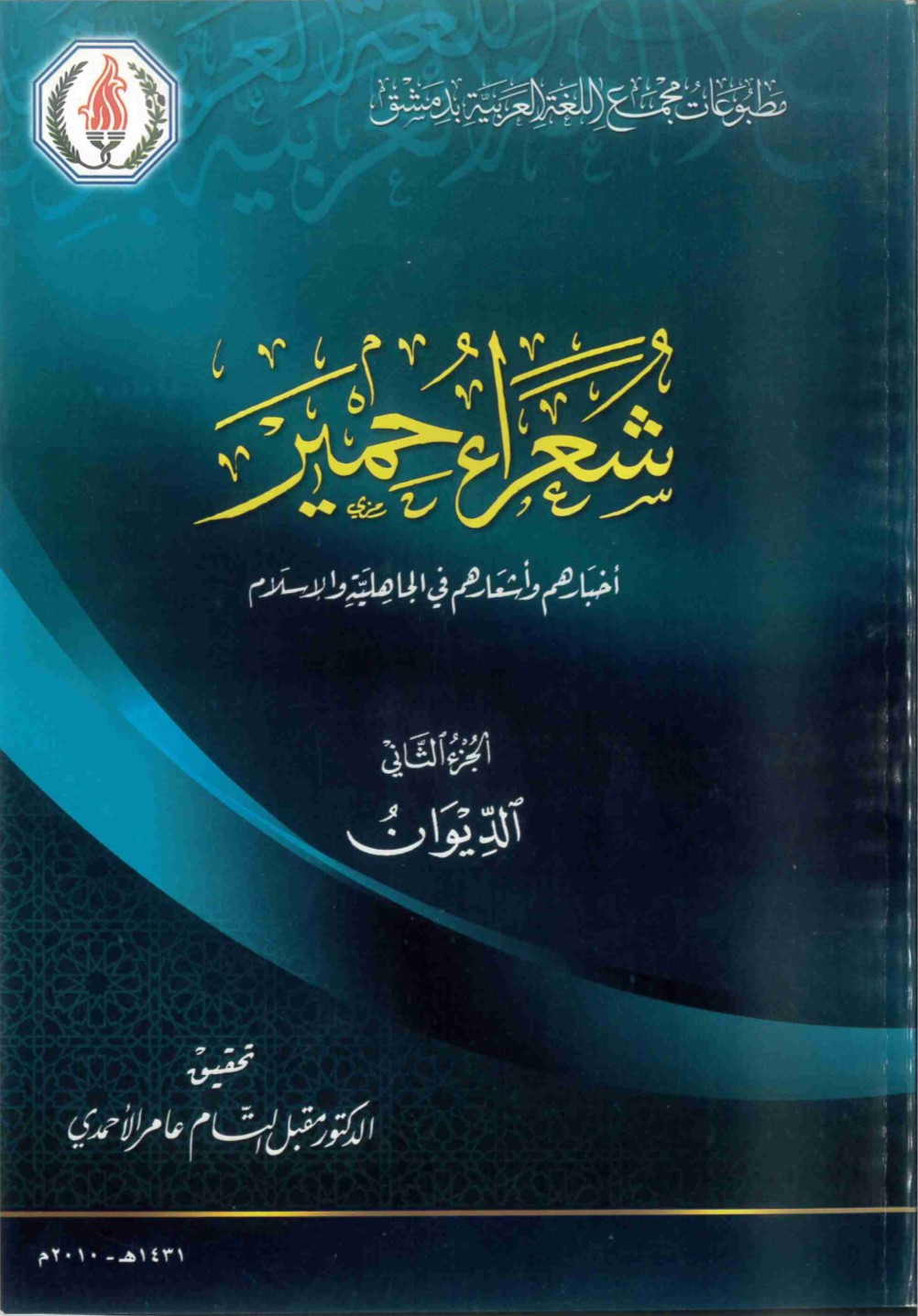
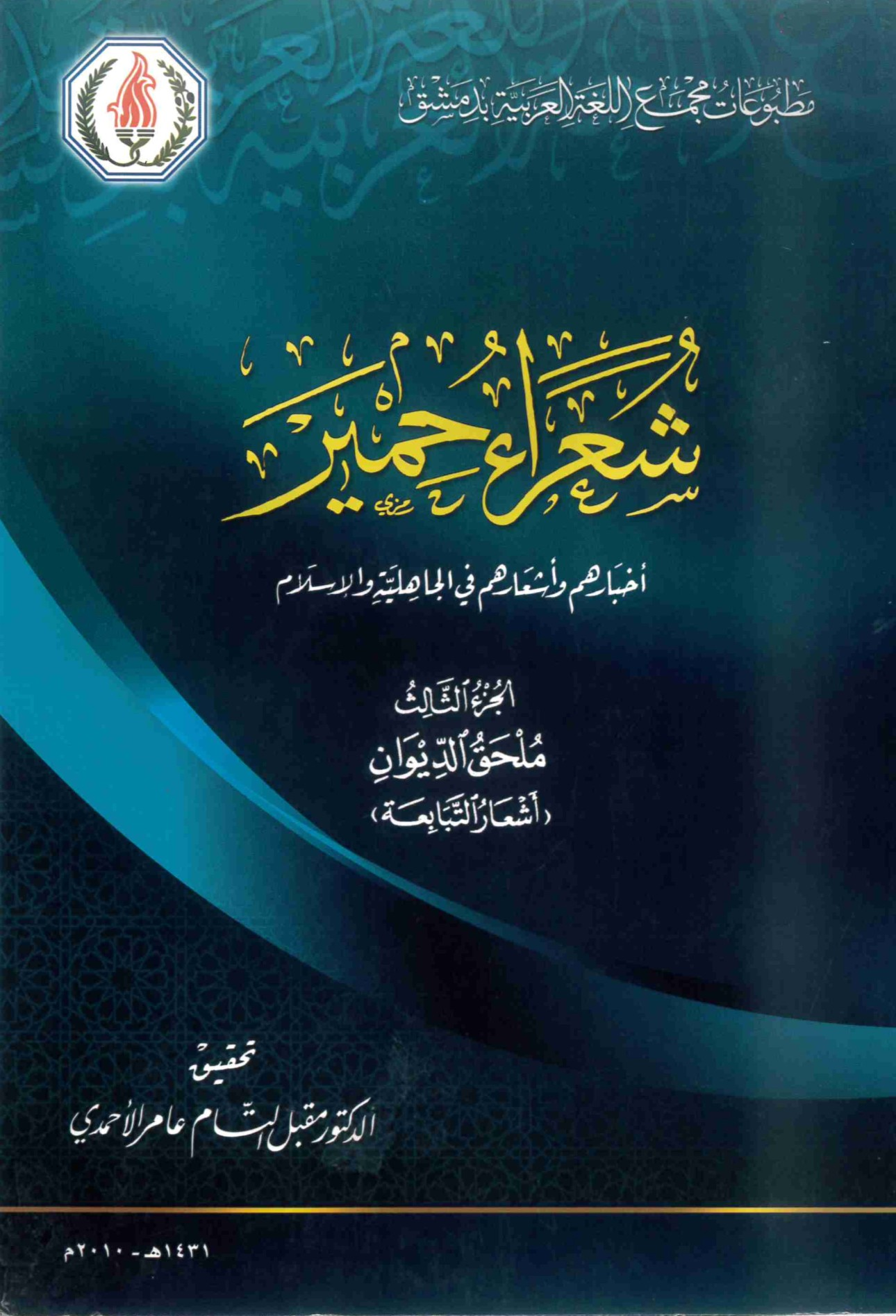
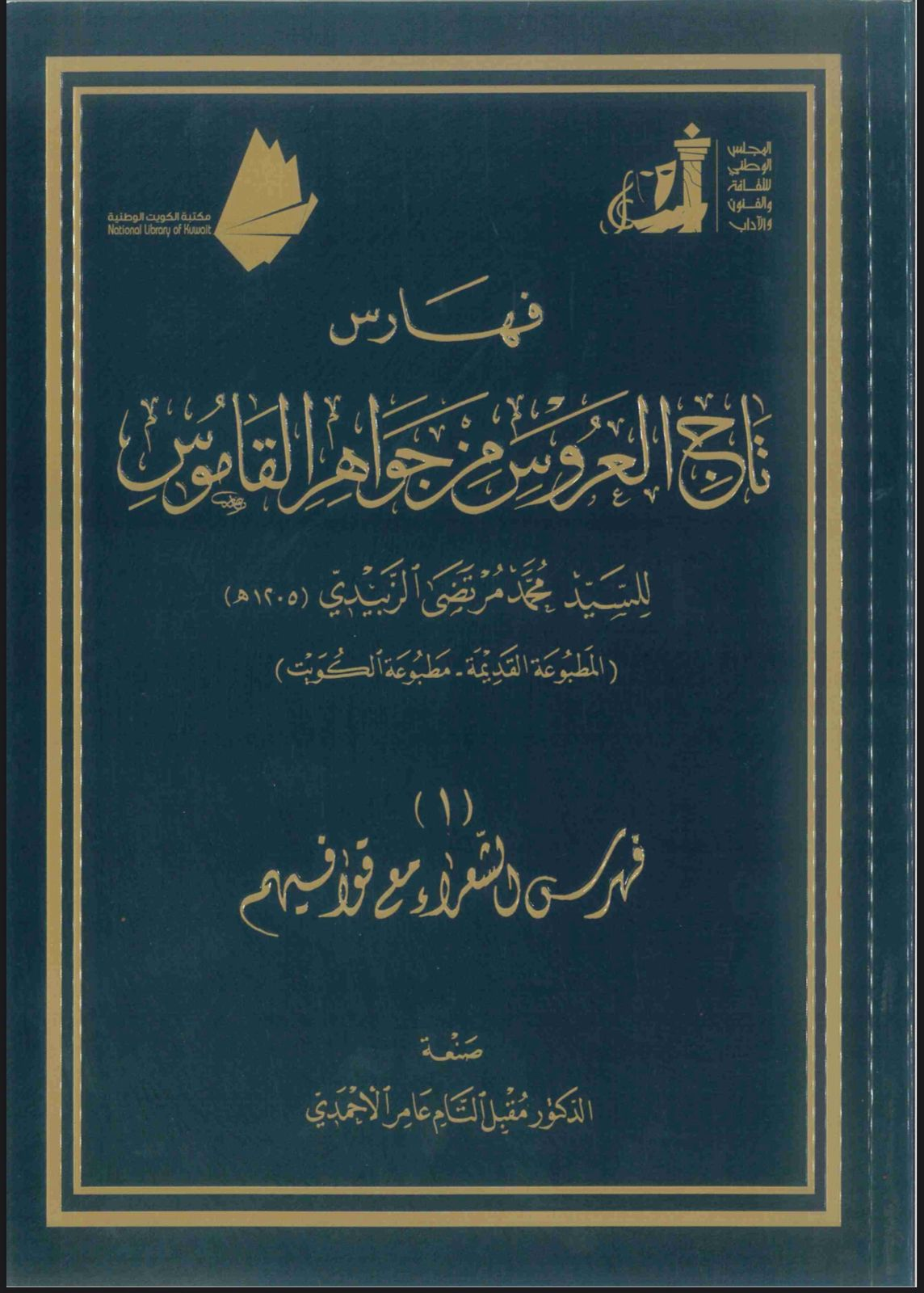
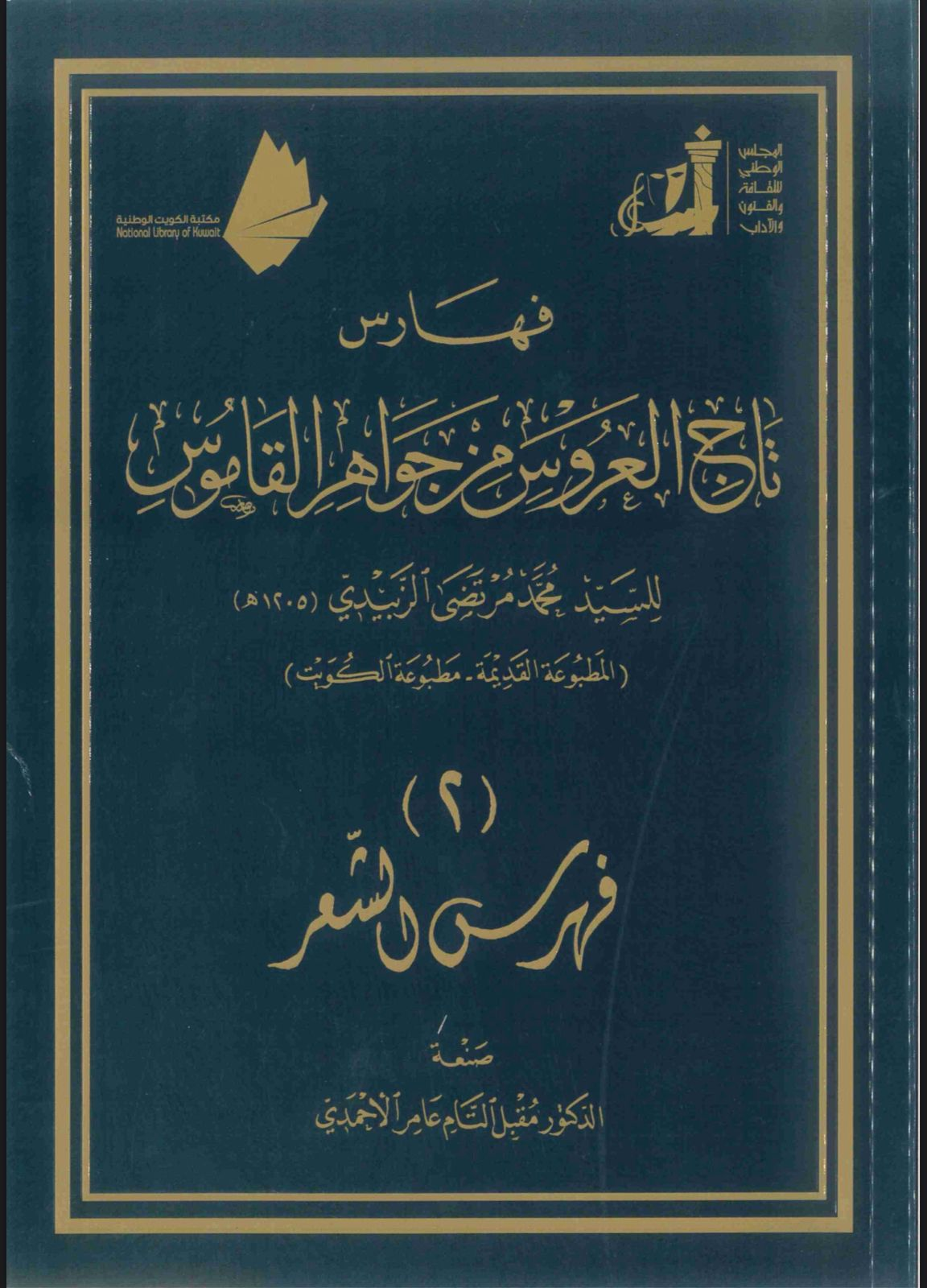
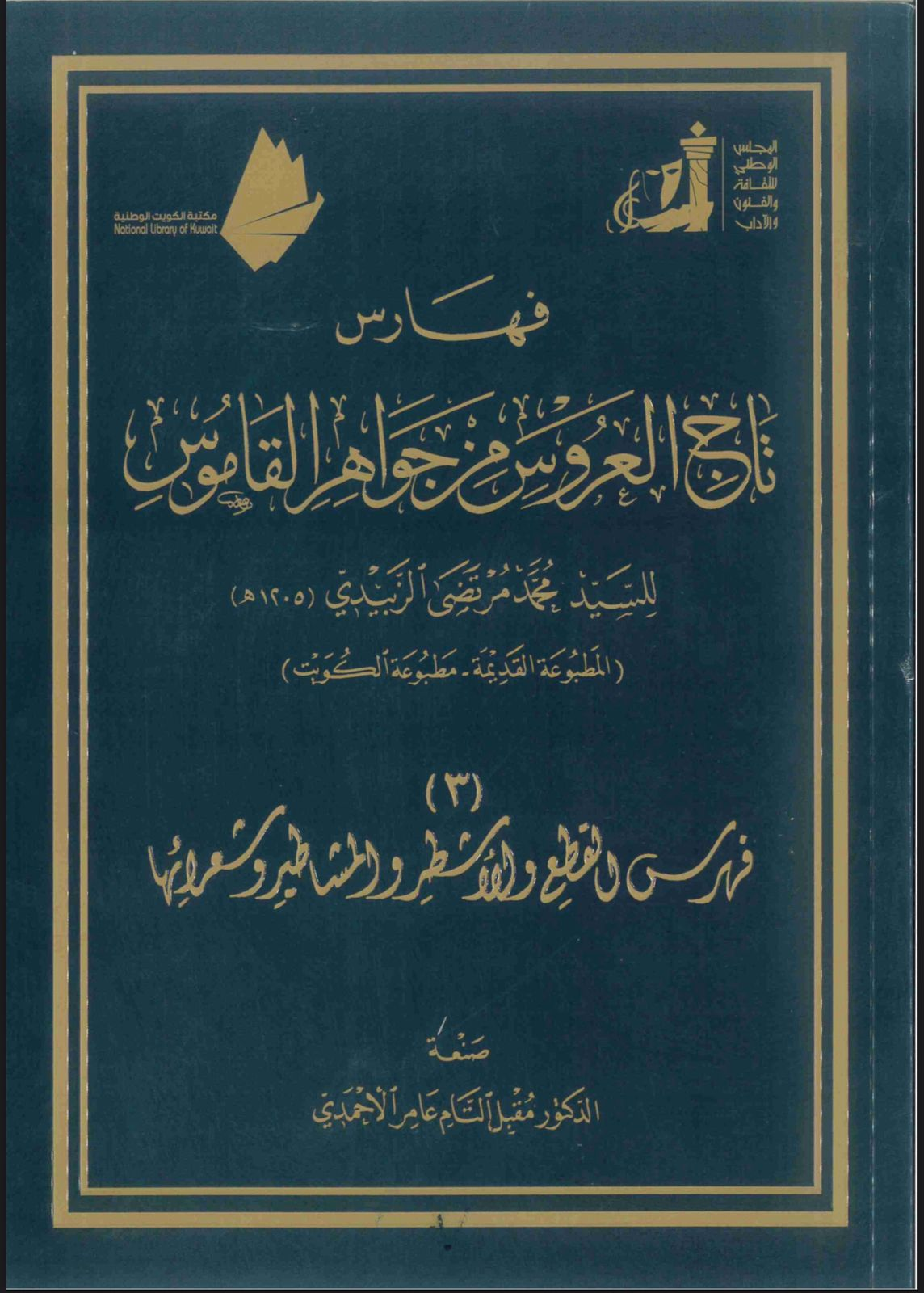

### التحقيقات
1. "نسب عدنان وقحطان"، لأبي العبَّاس المُبَرِّد (ت 285هـ)، وهو أوَّل سلسلة في الأنساب العربية يرعاها الأحمدي بعنوان (سلسلة أنساب العرب)، صدر عن وِزارة الثقافة والسياحة اليمنية، صنعاء 2010.[13]
2. "العَسْجَد المَسبُوك والجَوهَر المَحبُوك في تاريخ دولة الإسلام وطبقات الملوك: القسم الثاني، الباب الرابع في ذِكر اليمن ومن ملكَ صنعاء وعدَن، الباب الخامس في ذكر زَبِيد وأمرائها وملوكها ووزرائها"، لأبي الحسن الخَزْرَجي (ت 812هـ)، وهو أوَّل سلسلة تُعنى بتاريخ اليمن، وتسعى إلى إخراج نفائسه النادرة الهاجعة في المكتبات من دون تحقيق، أو التي أُخرجت من دون تَحَرٍّ وتدقيق، صدر في مجلدين، عن دار الجيل الجديد، صنعاء 2020.[14]
3. الجزء الرابع من كتاب "أخبار الزيديَّة من أهل البيت عليهم السلام وشيعتهم باليمن المُطَرِّفية"، لأبي الغَمْر مُسَلَّم بن محمَّد بن جعفرٍ اللَّحْجِي (كان حيًّا سنة 530هـ)، عن نسخةٍ يتيمة نُسخت سنة 566هـ، صدر عن دار الجيل الجديد، صنعاء 2020.[15]
4. الجزء السادس من "الإكليل" (قطعة منه)، لأبي محمَّد الحسن بن أحمد الهَمْداني (ت نحو 334هـ)، صدر عن مجمع العربية السعيدة، صنعاء 2020.
5. "القصيدة الحِمْيَرية أو القصيدة النَّشْوانية"، لنَشْوان بن سعيد الحِمْيَرِي (ت 573 هـ)، صدر عن مجمع العربية السعيدة، صنعاء 2020.
6. ديوان الهَمْداني، لأبي محمد الحسن الهَمْداني، صدر عن مجمع العربية السعيدة، صنعاء 2021.[16]
7. قصيدة الجار، لأبي محمد الحسن الهَمْداني، في هجاء أسعد بن أبي يُعْفِر الحِوالي الحِمْيَري، صدر عن دار نشر عناوين، حضرموت 2023.[17]
8. "كتاب الدامغة، قصيدة الحسن بن أحمد بن يعقوب الهَمْداني، المُجاب بها الكُمَيْت بن زيد الأسَدي، بتفسيرها ومعانيها" صدر عن مجمع العربية السعيدة، صنعاء 2023.
9. اختيارات ابن مُسافِر من شروح أشعار العرب، لعُمر بن الحسن بن عَدِيّ ابن مُسافِر الشاميِّ الأُمَويِّ (من رجال القرن السابع الهجري)، بالاشتراك مع الدكتور محمد شفيق البَيطار، صدر عن مركز أبو ظبي للغة العربية في دائرة الثقافة والسياحة 2024.[18]

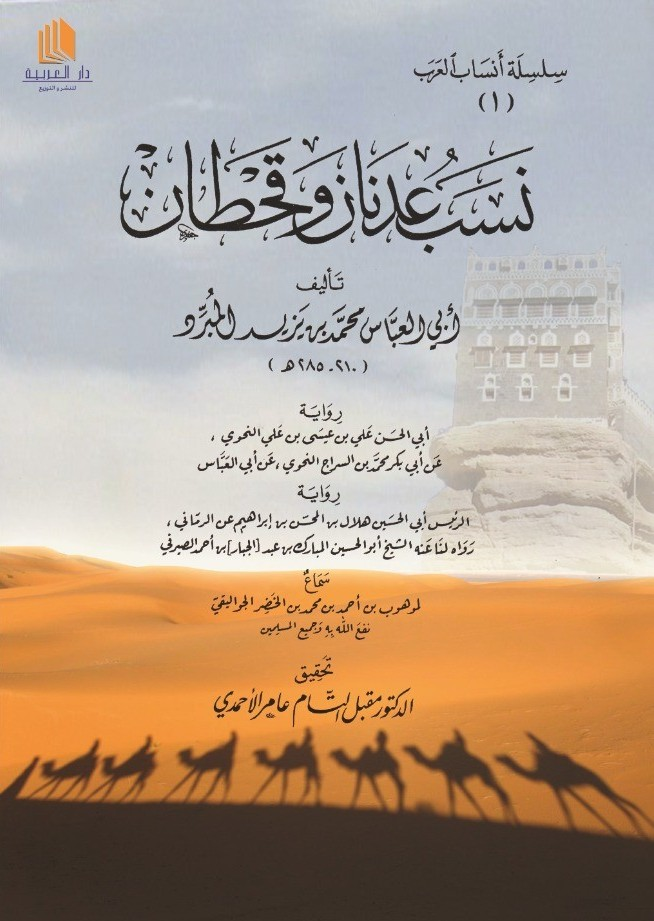
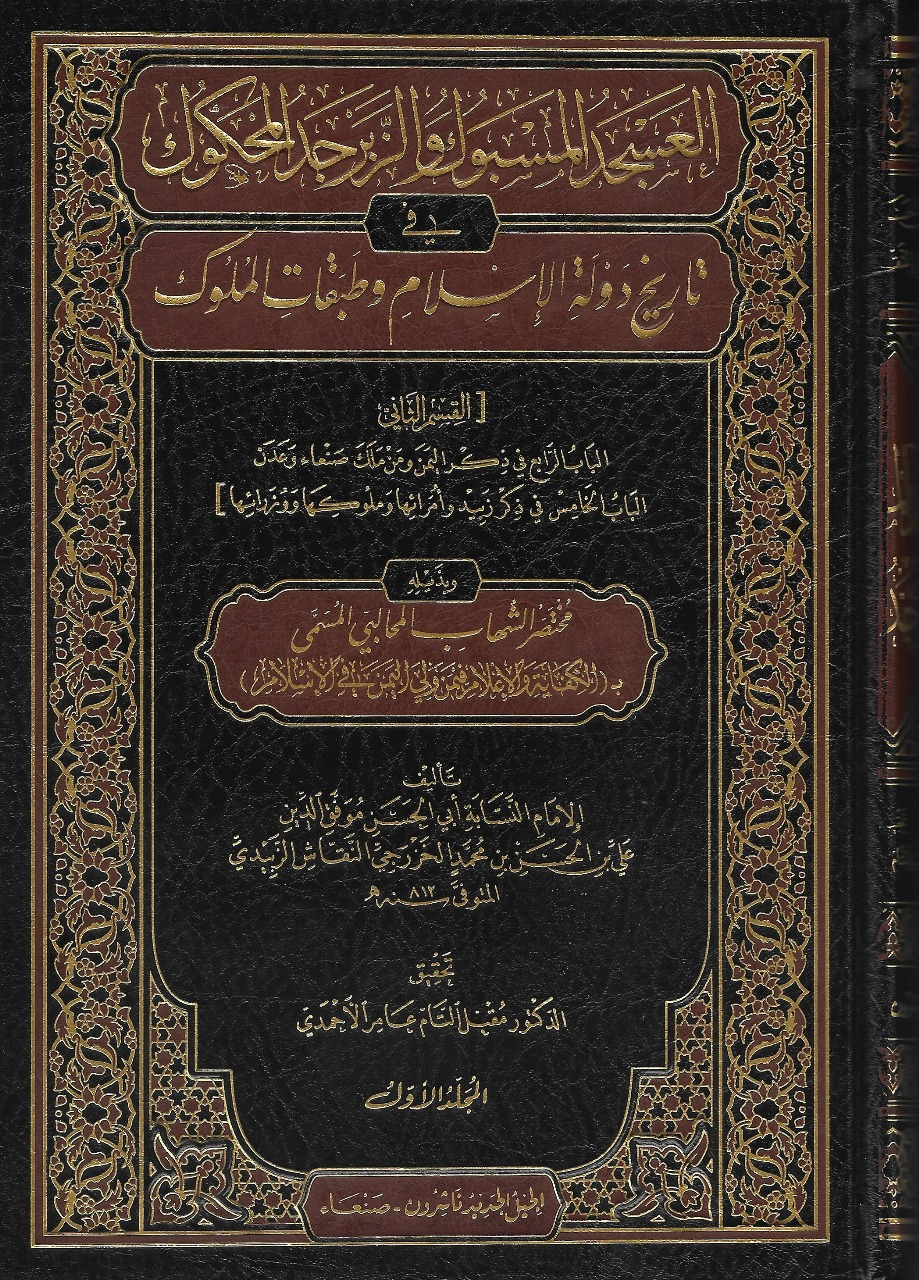
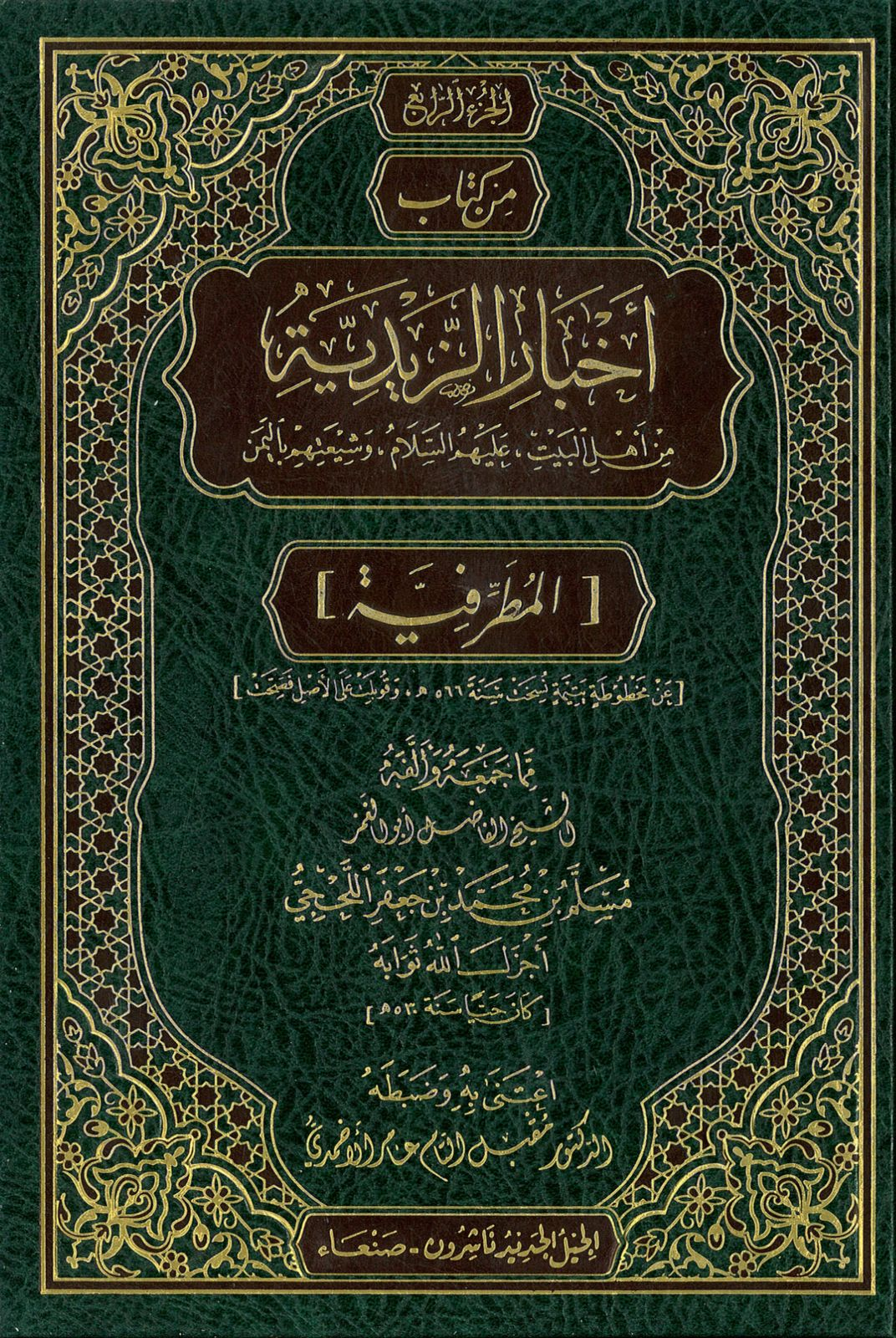
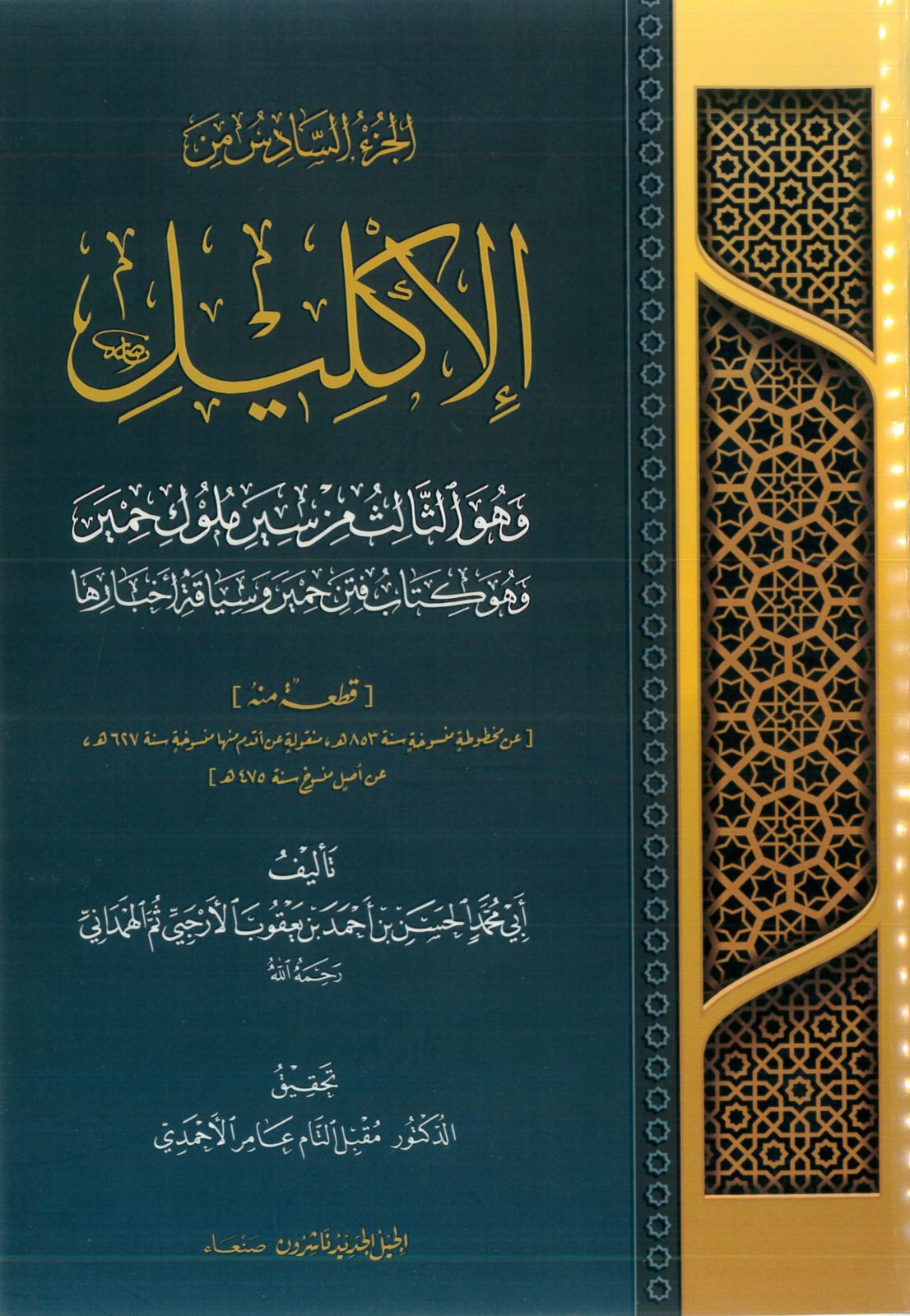
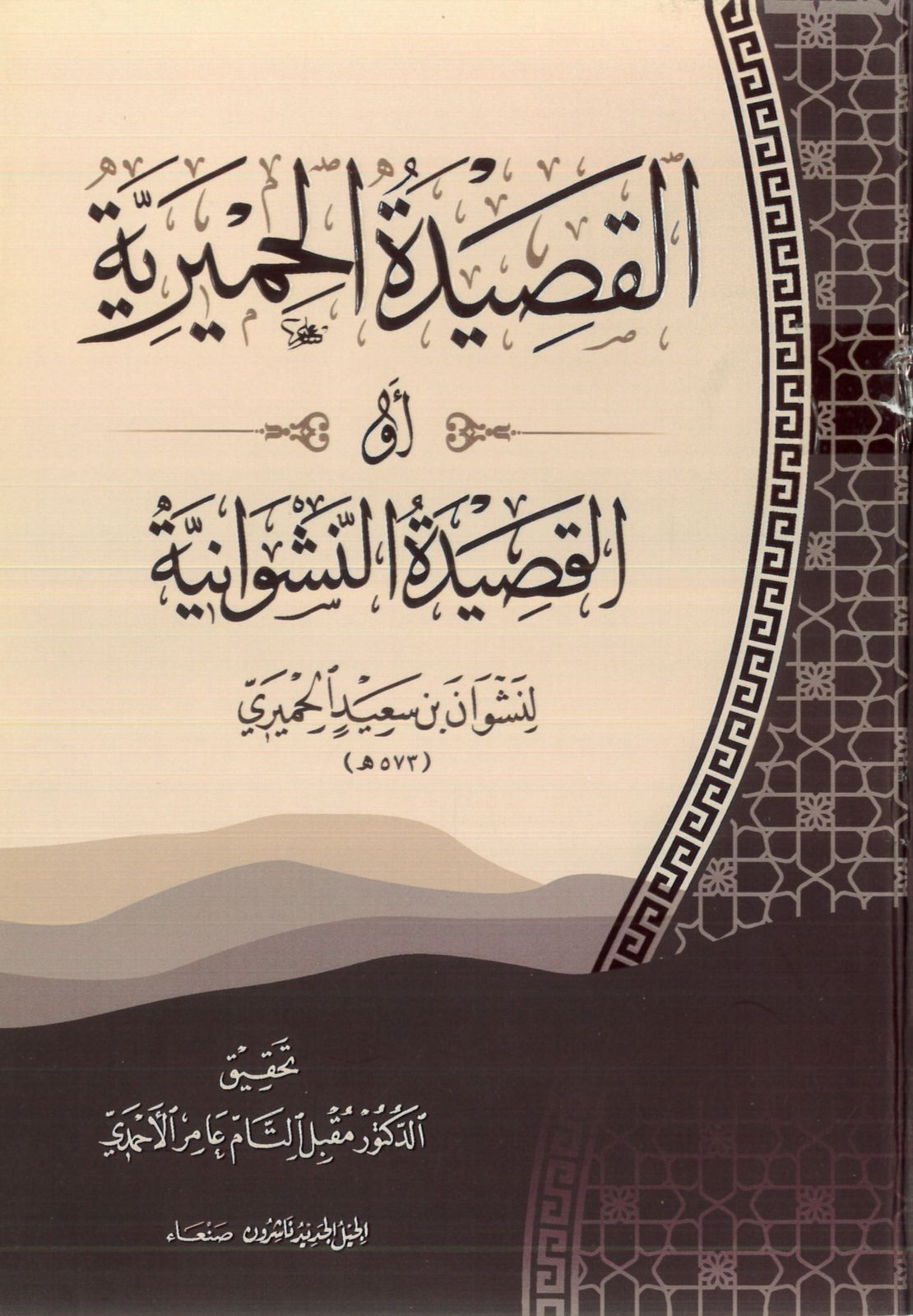
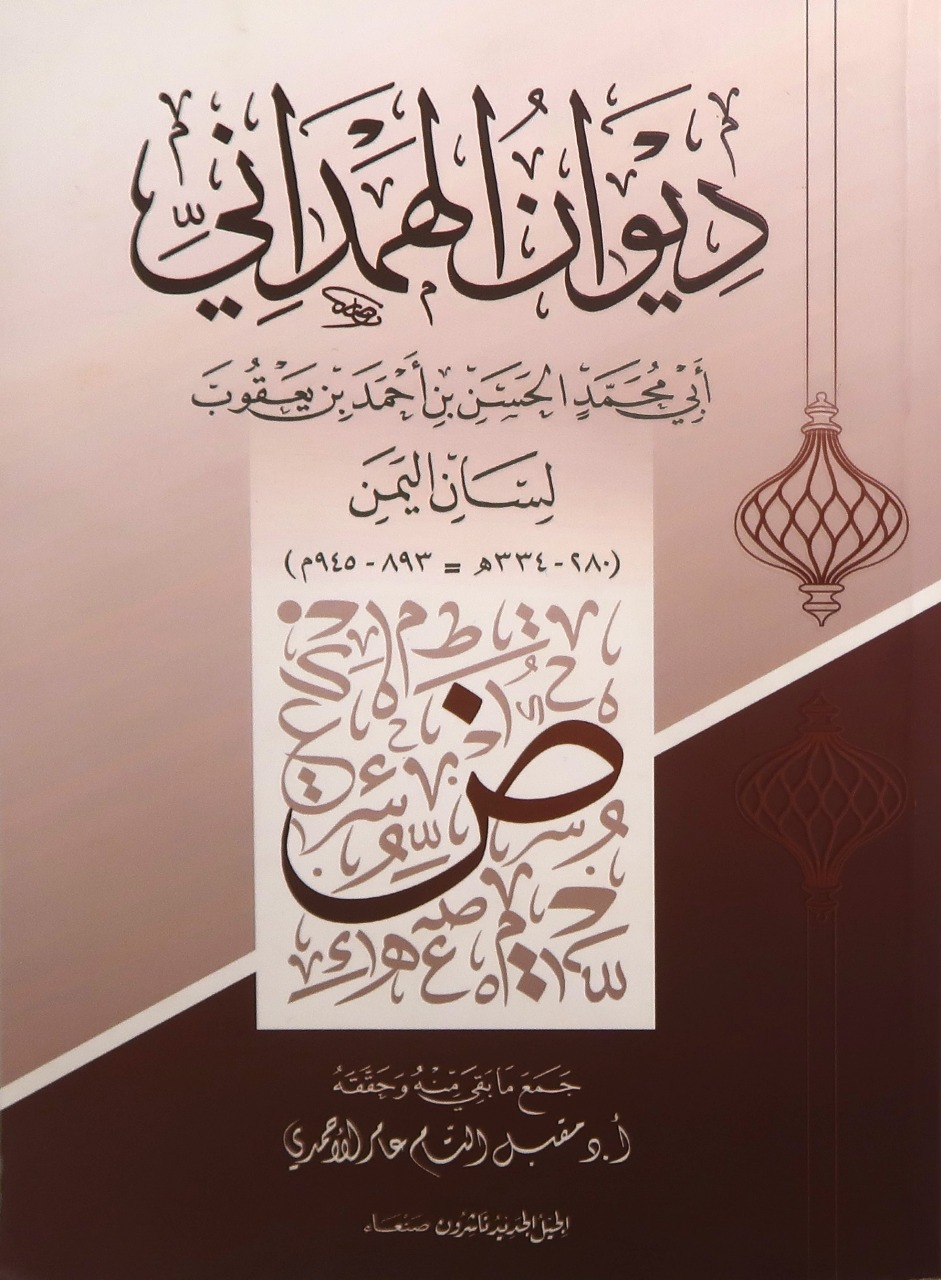
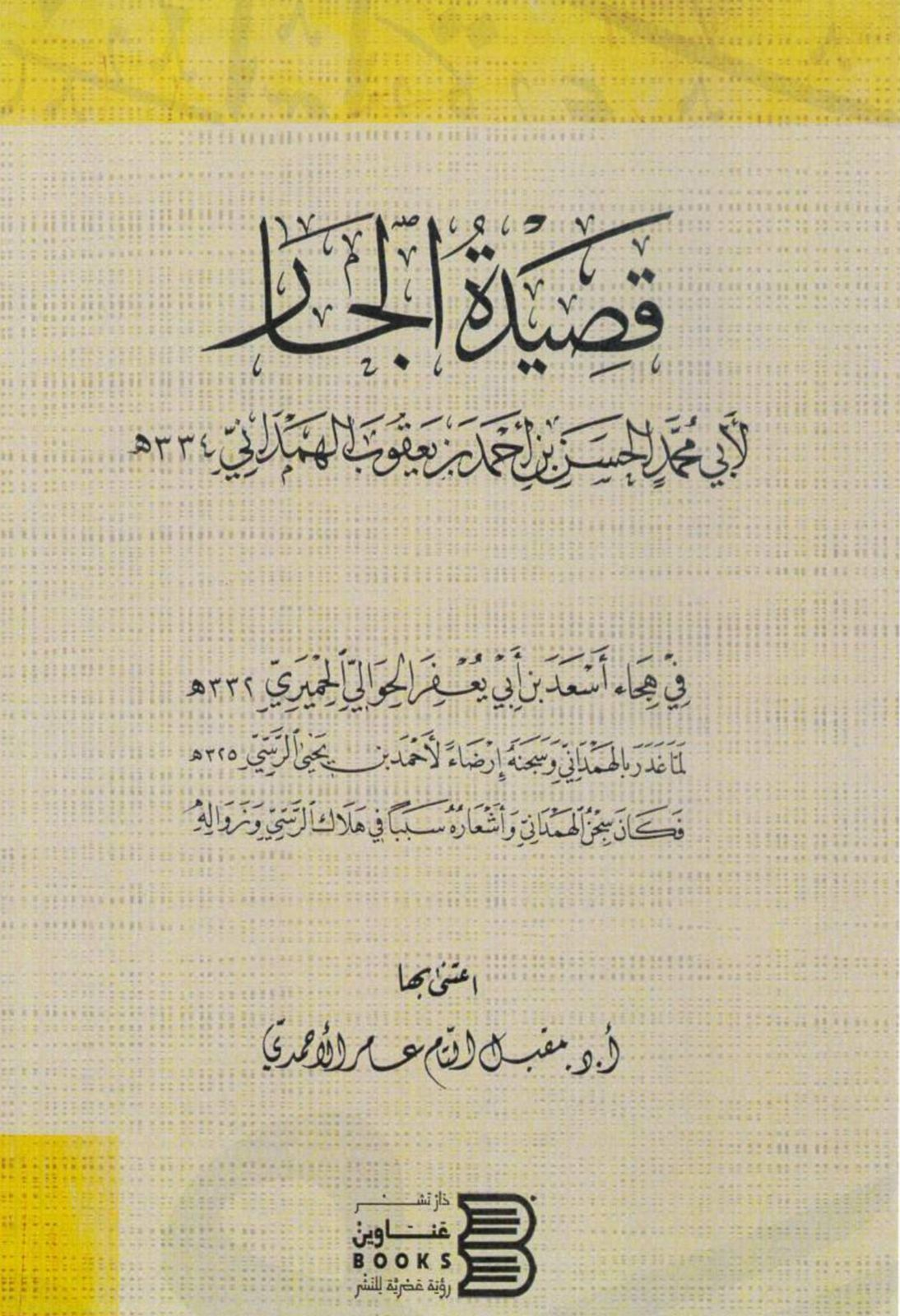
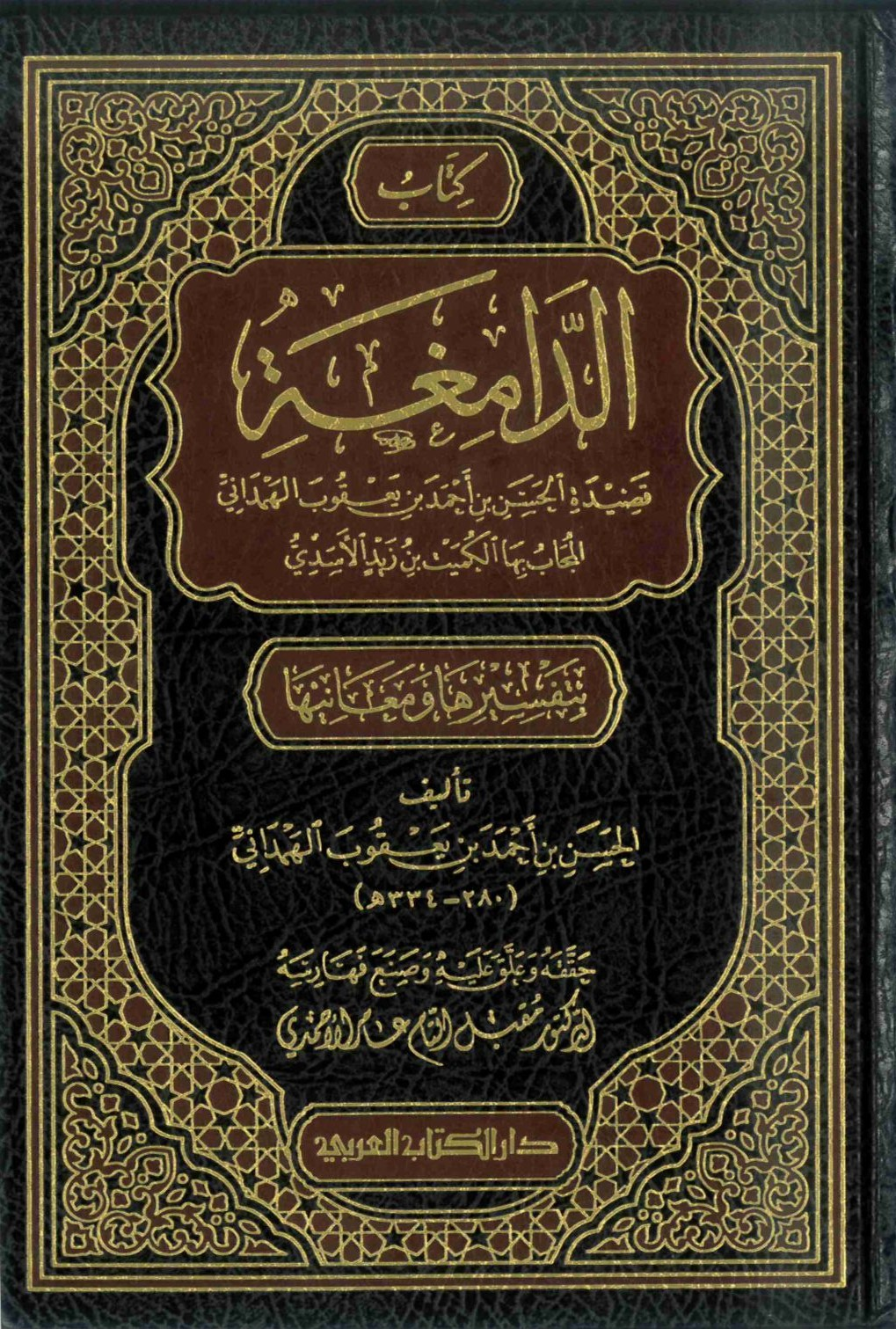
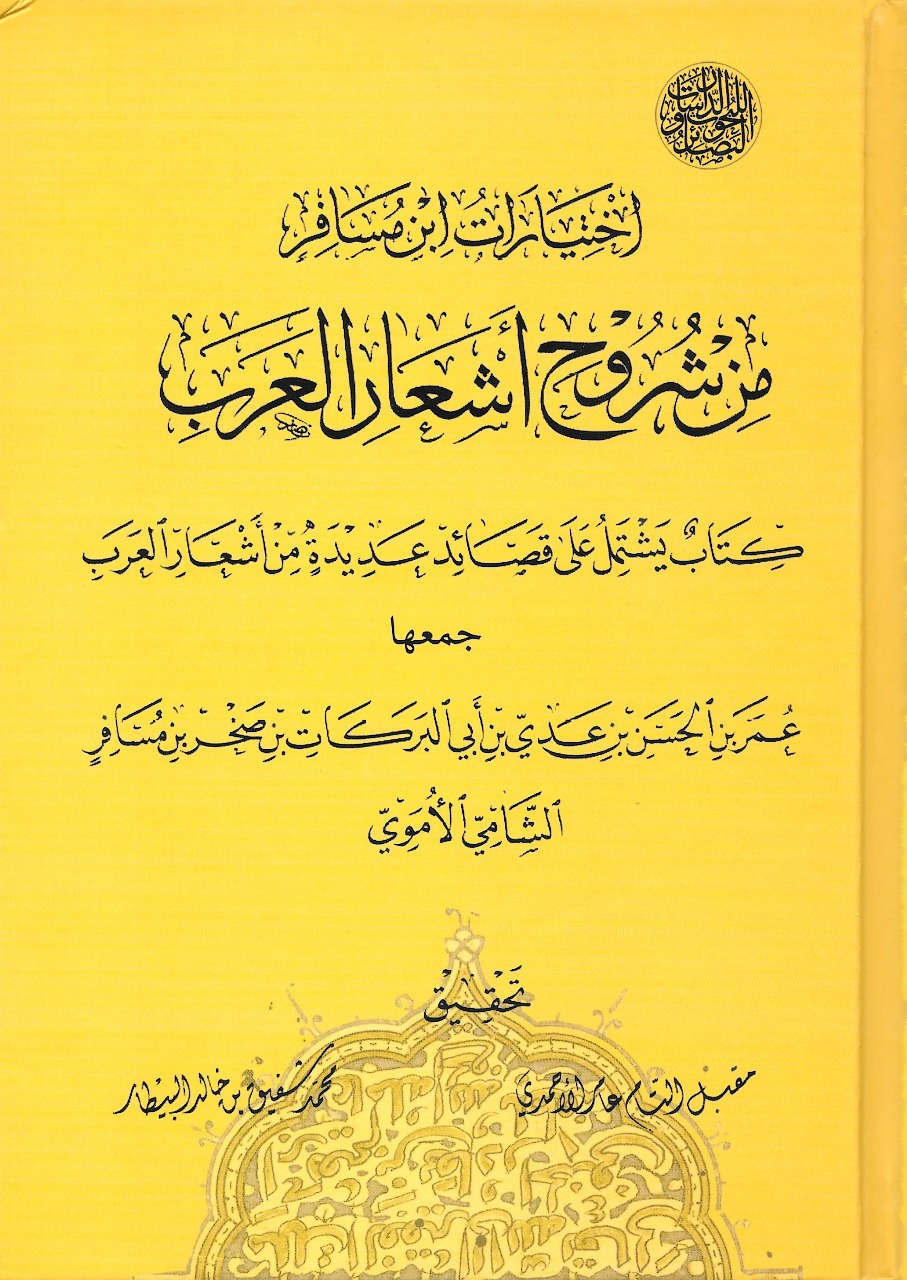

### ما راجعه وأعدَّه للنشر
1. "المقالة العاشرة في علم الفلك - من كتاب سرائر الحكمة"، لأبي محمد الحسن بن أحمد الهَمْداني (ت نحو 334هـ)، صدر عن مجمع العربية السعيدة، صنعاء 2014.
2. "متن المعلَّقات العشر، السبع الأُول منها برواية ابن الأنباري، والثلاث الأُخر برواية التِّبريزي"، (انتخاب وعناية)، صدر عن مجمع العربية السعيدة، صنعاء 2014.[19]
3. "صفة جزيرة العرب" لأبي محمد الحسن بن أحمد الهَمْداني، تحقيق داود هنريك موللير 1912، (تقديم وإخراج)، صدر عن مجمع العربية السعيدة، صنعاء 2014.[20]
4. "الدكتور" وهو كتاب في السيرة الذاتية للدكتور عبد الكريم الإرياني، (مراجعة وإشراف على الإخراج)، صدر عن مجمع العربية السعيدة، صنعاء 2015.[21]
5. "أرجوزة الحج" لأحمد بن عيسى الرَّداعي، عن كتاب (صفة جزيرة العرب) للهَمْداني، تحقيق داود هنريك موللير 1912، (إعداد)، صدر عن مجمع العربية السعيدة، صنعاء 2015.
6. "العالم الموسوعي، د. محمد شفيق البَيْطار 1965 - 2024 في ذكرى رحيله"، (إشراف)، صدر عن مجمع العربية السعيدة، صنعاء 2025.
7. "وهَب روميَّة ذواقة الشعر والأدب 1944 - 2025 مَراثٍ وقراءاتٌ في نتاجه وفاءً لذكراه"، (إشراف)، صدر عن مجمع العربية السعيدة، صنعاء 2025.[22]

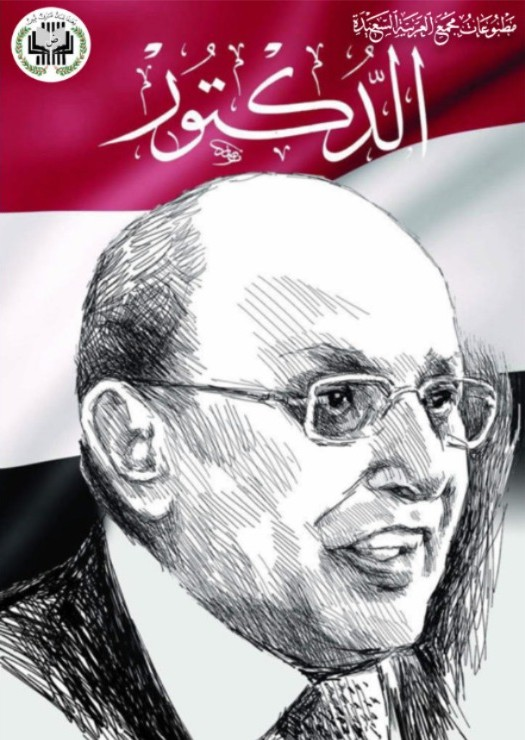
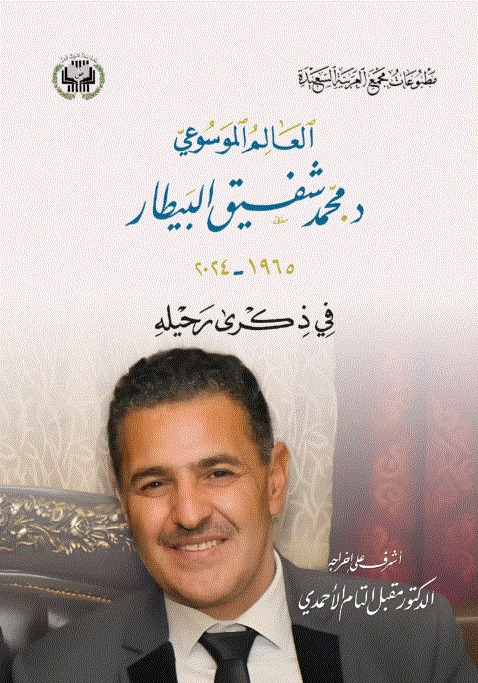
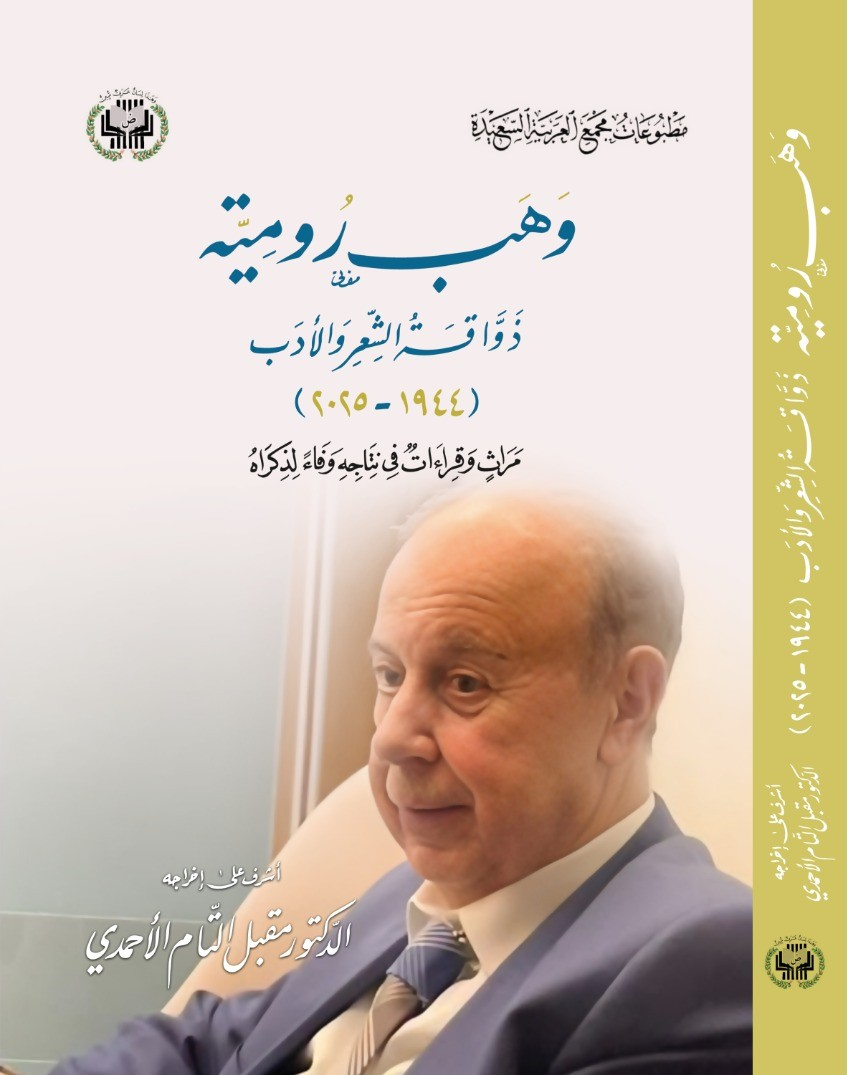

### بحوثه وأوراقه العلمية

#### البحوث
قدَّم عددًا من الأوراق العلمية في تخصُّصه، ونشرها في مجلَّات علمية محكَّمة، منها:
1. "الأفْوَهُ الأَوْدِي المُفترى على شعره" قراءة نقدية في ديوانه المَنسُول عن الطرائف الأدبية، مجلة التراث العربي بدمشق 2001.[24]
2. "مقصورة الأَسْعَر الجُعْفِي وواحدته"، مجلة التراث العربي بدمشق 2002.[25]
3. "الدامغة" قصيدة الحسن بن أحمد الهَمْداني (ت نحو 334هـ) المُجاب بها الكُمَيْت بن زيد الأسدي (ت 126هـ)، وعِدَّتها ستُّ مئة بيتٍ وبيتان، مجلة التراث العربي بدمشق 2004.[26]
4. "رائية الأَفْوَه الأَوْدي المُستلَّة من جَفْن مخطوطةٍ هاجعة"، مجلة الإكليل بصنعاء 2004.[27]
5. "السِّجِلَّات والزُّبُر المتوارَثة من الجاهلية في اليمن" مجلة مجمع اللغة العربية بدمشق 2007.[28]
6. "الدَّوامغ الشعرية بين القحطانية والعدنانية"، مجلة مجمع اللغة العربية بدمشق 2015.[29]
7. "مُسَمَّطة ابن مَهْدِي الرُّعَيْنِي الحِمْيَرِي (ت 571هـ)"، مجلة مجمع اللغة العربية بدمشق 2016.[30]
8. "مصطلحات العَروض والقافية والنقد في كتاب العين، دراسة وتصنيف وتوثيق"، مجلة مجمع اللغة العربية بليبيا، العددان 15 و16، 2019.
9. "نظَرات في أوزان الشعر وقوافيه بمعجم تاج العروس"، مجلة بحوث جامعة تَعْز 2020.[31]
10. "أبو حزام العُكْلي، غالب بن الحارث (ت 170هـ)، شعره ومرويَّاته ومعجمه اللغوي"، مجلة جامعة حضرموت للعلوم الإنسانية، مجلد 17، عدد 1، 2020.
11. "نقولات أبي عبيد البكري الأندلسي (ت 487هـ) عن أبي محمد الهَمْداني (ت 334هـ)، اقتفاء للأثر وإسناد للخبر"، مجلة بحوث جامعة تعز، مجلد 24، عدد 24، 2020.
12. "نظرات في الشاهد الشعري في كتاب العين"، مجلة كلية الآداب والعلوم الإنسانية بجامعة صنعاء، العدد 43، 2020.
13. "الدرَّة اليتيمة، لدَوْقَلة المَنْبِجي (ق 2هـ)"، تحرير نسبة وتحقيق نص، مجلة مجلس اللسان العربي بموريتانيا، 2020.
14. "مختارات ابن مُسافِر من شروح أشعار العرب" (العثور على الكتاب، وعنوانه، ومحتواه، ومؤلِّفه)، مجلة المخطوط العربي 2022.[32]
15. "التقاويم في الشعر العربي القديم، وأقدم شواهدها التاريخية"، مجلة جامعة صنعاء للعلوم الإنسانية، مجلد 4، عدد 2، 2025.

#### المقالات
نشر العديد من المقالات في مِنصَّات علمية ورسمية، ومن تلك المقالات:
- "البرفسور يوسف محمد عبد الله مَسيرةُ عَلَمْ ونِتاجُ قَلَمْ"، منصة إنسان 2021.[33]
- "مؤتمر معجم الدوحة التاريخي للُّغة العربية وأبعاده العلمية والحضارية"، العربي الجديد 2022.[34]
- "رحلَ الأخ والرفيقْ رحلَ محمد شفيقْ"، شبكة الألوكة 2024.[35]
- "معجم الدَّوحة التاريخي ثروة لغوية وفكرية وريادة على مستوى العرب والعربية"، الجزيرة نت 2025.[36]
- "تحقيق المخطوطات العربية.. بين إحجام العالم وإقدام الجاهل"، الجزيرة نت 2025.[37]

## جوائزه
- فاز بجائزة عبد العزيز البابطين للإبداع الشعري التي نظَّمتها جامعة دمشق عام 2005، واحتلَّ المرتبة الأولى بين حُفَّاظ الشعر العربي.[7]
- فاز بجائزة رئيس الجمهورية لتمويل البحث العلمي عام 2010، عن بحثه (الحماسة اليمانية: منتخبات عزيزة من عيون الشعر في الجاهلية والإسلام).
- فاز بجائزة رئيس الجمهورية للبحث العلمي عام 2011، عن بحثه (شعراء حِمْيَر أخبارُهم وأشعارهم في الجاهلية والإسلام).[38]

## قيل عنه
- قال عنه عميد الصَّحَفيين اليمنيين د. عبد الباري طاهر:[39] | مقبل التام الأحمدي | الدكتور مقبل التام الأحمدي عالم مجتهد وباحث مهم ومحقِّق بارع. أخلصَ للمعرفة والعلم والتنقيب عن الكنوز اليمنية، وعن إرث اليمن التاريخي والحضاري.. وأذكر أثناء عمله في وِزارة الثقافة وكيلًا لشؤون المخطوطات ودُور الكتب مدى اجتهاده وبحثه عن المخطوطات اليمنية، وحفظها والحرص على صيانتها، وكان -رعاه الله- يحظى بحبِّ واحترام وثقة أصحاب المخطوطات الذين يسلِّمونه طَواعية عشَرات المخطوطات النادرة. | مقبل التام الأحمدي |
- قال عنه أستاذه د. وهب رومية في مناقشته إياه لأطروحة الدكتوراه:[40] | مقبل التام الأحمدي | لا أُبالغُ إذا قلت: لقد شَقِيَ الطالبُ في هذه الرسالة كما يشقى صيَّادو اللؤلؤ، على ما صوَّرهم المسيَّبُ بن عَلَس في صيد اللؤلؤة أو الجُمانة البحرية، أو كما يَشقَى مُشْتارو العسل، على ما صوَّرهم شعراء هُذَيل في جمع أقراص العسل، وأرجو أن يكون (مقبل) قد ظفر بقُرص العسل، أو بلؤلؤة الدرِّ، بالجُمانة البحرية.. تظهر في هذه الرسالة قدرةٌ على المُحاكمة والموازنة في كثير من المواطن، وقد صِيغَت الرسالةُ بأسلوبٍ رصين من طبقةٍ عالية... إنني سعيدٌ بأن يكونَ من الإخوة اليمنيين الذين هم أعزَّاءُ على قلوبنا جميعًا، أن يكون منهم باحث متمرِّس قادر على مُدارسة الكتب وفَلْيها والتنقير فيها. وسعيدٌ بأن يكون هذا الباحثُ نفسُه دؤوبًا لا يَمَلُّ ولا يَكلُّ.. وأنا سعيد فعلًا بأن يهتم اليمنيون بثقافتهم الوطنية بعد أن رأينا الناس -على حبنا للعرب والعروبة- يَزْوَرُّون عن كل شيء يتصل بالعرب والعروبة، فلا أقلَّ من أن يعتني كلُّ قُطْرٍ بثقافته الوطنية بالإضافة إلى ثقافة أمَّته. | مقبل التام الأحمدي |

## وصلات خارجية
- كتب وبحوث الدكتور مقبل التام الأحمدي على موقع أكاديميا
- مختصر مناقشة الدكتوراه بجامعة دمشق 2007م، للدكتور مقبل التّام الأحمديّ
- سجال| مشاري الذايدي يستضيف الدكتور مقبل الأحمدي للحديث عن الحسن الهمداني وموضوع الهوية اليمنية
- د. مقبل التام عامر الأحمدي | التقويم في الشعر العربي القديم
- كلمة الدكتور مقبل التام عامر الأحمدي في حفل تأبين الدكتور محمد شفيق البيطار